# Район 3 (Хошимин)
Район 3 (вьет. Quận 3) — городской район Хошимина (Вьетнам). 
Вместе с районом 1, район 3 является сердцем города с множеством предприятий, религиозных объектов, исторических зданий и туристических достопримечательностей.

## История
Основанный в декабре 1920 года, район 3 стал одним из первых в Сайгоне.

## География
Этот район имеет общую площадь 5 км² и граничит с районом 1, районом Фунюан, районом 10 и районом Танбинь.
В районе находится пагода Са Лой, являющиеся самой большой в городе. Пагода Винь Нгием также находится в районе 3. В этом районе много вилл во французском стиле. Некоторые известные офисы расположены в районе 3, например, королевское консульство Таиланда (77 Trần Quốc Thảo).

### Кварталы
Район 3 разделен на 14 небольших кварталов (вьетн. phường) и пронумерованы от квартала 1 до квартала 14.
| - Квартал 1 - Квартал 2 - Квартал 3 - Квартал 4 - Квартал 5 - Квартал 6 - Квартал 7 | - Квартал 8 - Квартал 9 - Квартал 10 - Квартал 11 - Квартал 12 - Квартал 13 - Квартал 14 |

## Транспорт

### Водоток и мосты

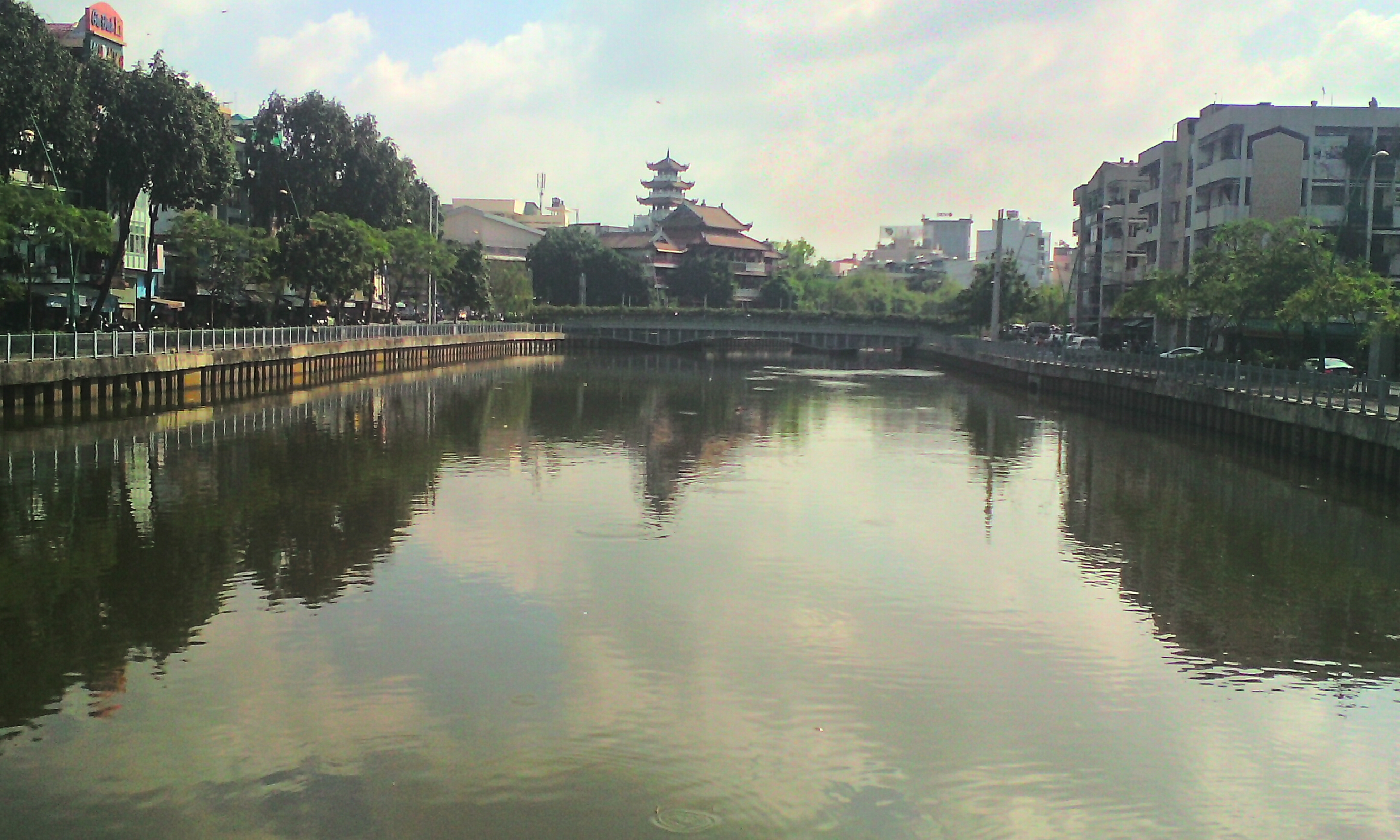
Канал Ньеулок-Тхинге в районе 3

Через район проходит часть канала Ньеулок-Тхинге. Через этот канал в районе пересекают 8 мостов:
- Мост 6
- Мост 7
- Мост 8
- Мост Чанкуангзьеу
- Мост 9
- Мост Леванши
- Мост Конгли
- Мост Кьеу

### Железная дорога
В районе 3 находится железнодорожная вокзал Хошимина — крупнейший и самый важный железнодорожный узел в стране. Как последняя остановка на линии Север-Юг, эта станция соединена с железнодорожной станцией Биньчьеу.

## Демография
По состоянию на 2010 год, в районе проживает 188 945 человек.

## Администрация
Управление народного комитета находится по адресу: улица Чун Куок Тхо, дом 99, квартал 7. До 2015 года он располагался на улице Кать Манг Тханг 8, 185.
В районе также находится зал городского комитета партии на улице Ба Хуен Тхань Куан, 111.

## Образование

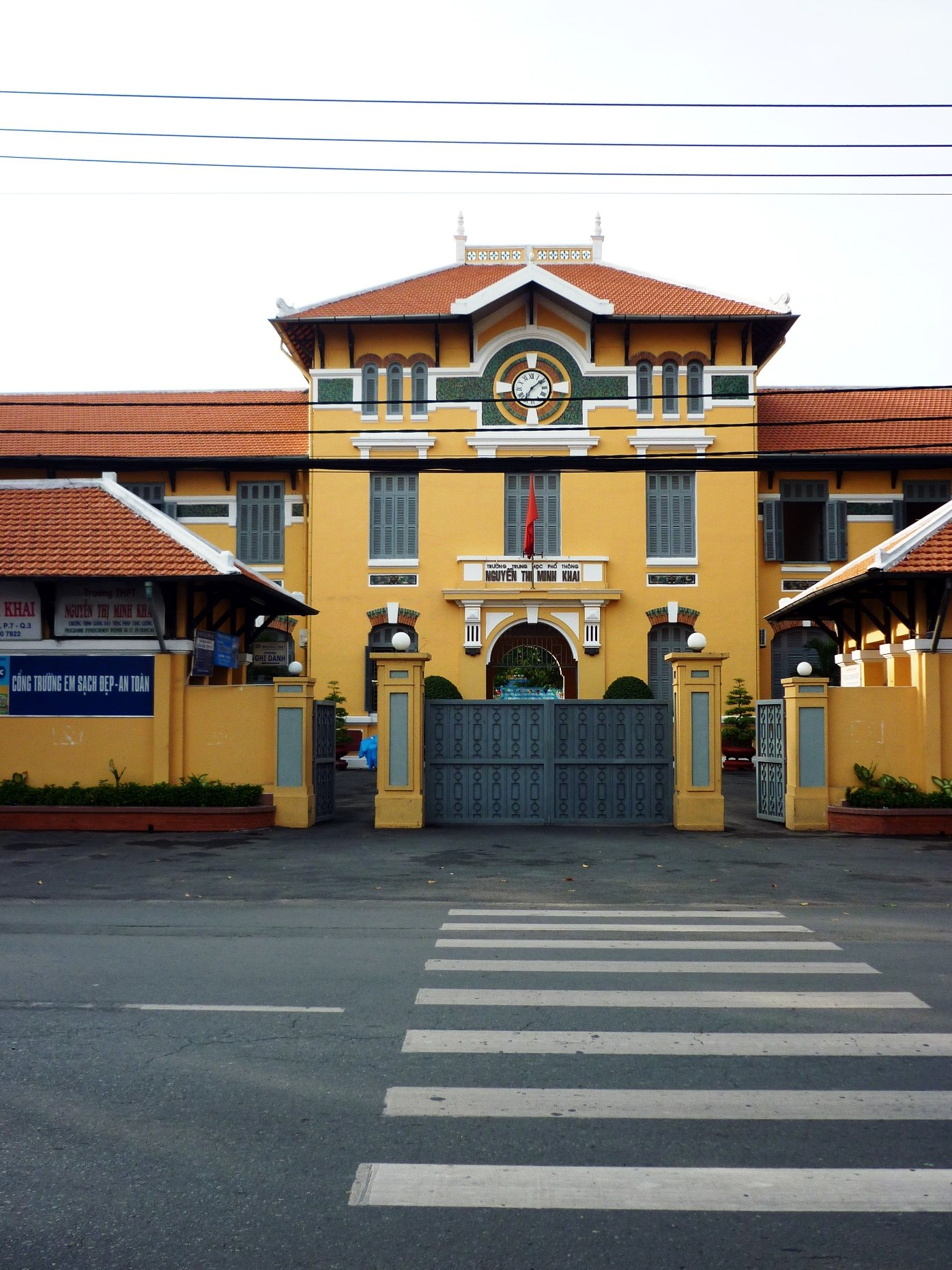
Nguyễn Thị Minh Khai — одна из старейших и самых известных школ города.

Главное управление районного отдела образования и обучения находится на улице Нгуен Тхиен Тхуат, 322.
В округе 3 находятся 5 средних школ, в том числе средняя школа Нгуен Тхо Минь Кхай и средняя школа Марии Кюри. Здесь также расположены зданния многих университетов, таких как педагогический университета, экономический университет, Открытый университет и архитектурный университет. В районе расположен кампус начальной школы Tú Xương британской международной школы Вьетнама.

## Туризм и достопримечательности
Район 3 включен в топ-50 самых крутых районов мира по версии журнала Time Out.

## Международные связи
В районе 3 расположены генеральные консульства 10 стран:
| Страна     | Адрес                                      |
| ---------- | ------------------------------------------ |
| Китай      | 175, Hai Bà Trưng, Phường Võ Thị Sáu       |
| Таиланд    | 77, Trần Quốc Thảo, Phường Võ Thị Sáu      |
| Кипр       | 149B, Trương Định, Phường 9                |
| Румыния    | 56/4, Nguyễn Thông, Phường 9               |
| Палау      | 149, Võ Văn Tần, Phường Võ Thị Sáu         |
| Япония     | 261, Điện Biên Phủ, Phường Võ Thị Sáu      |
| Россия     | 40, Bà Huyện Thanh Quan, Phường Võ Thị Sáu |
| ЮАР        | 80, Võ Văn Tần, Phường Võ Thị Sáu          |
| Португалия | 151, Nam Kỳ Khởi Nghĩa, Phường Võ Thị Sáu  |
| Индия      | 214, Võ Thị Sáu, Phường Võ Thị Sáu         |